# Festa Internacional de Teatro de Angra
A Festa Internacional de Teatro de Angra (FITA) é um evento que reúne peças de teatro realizado anualmente na cidade de Angra dos Reis. Sua primeira edição foi realizada em 2004. Nas primeiras edições, o palco principal e alternativo foram montados no Cais Santa Luzia, além de algumas apresentações terem sido realizadas no Centro Cultural Theóphilo Massad. Posteriormente, os palcos passaram a ser montados na Praia do Anil. O palco principal (Teatro SESC) conta com infraestrutura, idêntica aos grandes teatros do Rio de Janeiro, foi projetado para receber grandes peças e tem capacidade para 1.500 espectadores. O palco alternativo (Teatro Transpetro) conta com 500 lugares e foi projetado para receber peças menores, além de peças infantis e o Teatro de Bonecos.
Em cada edição, a organização do evento presta homenagem a profissionais que tenham contruibuído maneira significativa para com as artes cênicas. Alguns dos agraciados foram Fernanda Montenegro, Tarcísio Meira, Tonico Pereira, Regina Duarte, Ítalo Rossi, entre outros.